# Skoky do vody na mistrovství světa v plaveckých sportech 2022
Závody v skocích do vody na mistrovství světa v plaveckých sportech za rok 2021 proběhly v Budapešti, Maďarsko v posunutém termínu ve dnech 26. června až 3. července 2022.

## Česká stopa
Na tomto mistrovství světa Česko nemělo ve skocích do vody zastoupení.

## Výsledky

### Individuální disciplíny
| Muži              | Zlato                | Zlato  | Stříbro                  | Stříbro | Bronz                     | Bronz  |
| ----------------- | -------------------- | ------ | ------------------------ | ------- | ------------------------- | ------ |
| Skoky z 1 m prkna | Wang Cung-jüan (CHN) | 493,30 | Jack Laugher (GBR)       | 426,95  | Li Š'-sin (AUS)           | 395,40 |
| Skoky z 3 m prkna | Wang Cung-jüan (CHN) | 561,95 | Cchao Jüan (CHN)         | 492,85  | Jack Laugher (GBR)        | 473,30 |
| Skoky z 10 m věže | Jang Ťien (CHN)      | 515,55 | Rikuto Tamai (JPN)       | 488,00  | Jang Chao (CHN)           | 485,45 |
| Ženy              | Zlato                | Zlato  | Stříbro                  | Stříbro | Bronz                     | Bronz  |
| Skoky z 1 m prkna | Li Ja-ťie (CHN)      | 300,85 | Sarah Baconová (USA)     | 276,65  | Mia Valléeová (CAN)       | 276,60 |
| Skoky z 3 m prkna | Čchen I-wen (CHN)    | 366,90 | Mia Valléeová (CAN)      | 329,00  | Čchang Ja-ni (CHN)        | 325,85 |
| Skoky z 10 m věže | Čchen Jü-si (CHN)    | 417,25 | Čchüan Chung-čchan (CHN) | 416,95  | Pandelela Rinongová (MAS) | 338,85 |

### Týmové disciplíny
| Muži                                               | Zlato                                        | Zlato  | Stříbro                                                  | Stříbro | Bronz                                                                    | Bronz  |
| -------------------------------------------------- | -------------------------------------------- | ------ | -------------------------------------------------------- | ------- | ------------------------------------------------------------------------ | ------ |
| Synchronizované skoky dvojic z 3 m prkna           | Čína (CHN) (Cchao Jüan, Wang Cung-jüan)      | 459,18 | Spojené království (GBR) (Anthony Harding, Jack Laugher) | 451,71  | Německo (GER) (Timo Barthel, Lars Rüdiger)                               | 406,44 |
| Synchronizované skoky dvojic z 10 m věže           | Čína (CHN) (Lien Ťün-ťie, Jang Chao)         | 467,79 | Spojené království (GBR) (Matthew Lee, Noah Williams)    | 427,71  | Kanada (CAN) (Rylan Wiens, Nathan Zsombor-Murray)                        | 417,12 |
| Ženy                                               | Zlato                                        | Zlato  | Stříbro                                                  | Stříbro | Bronz                                                                    | Bronz  |
| Synchronizované skoky dvojic z 3 m prkna           | Čína (CHN) (Čchang Ja-ni, Čchen I-wen)       | 343,14 | Japonsko (JPN) (Rin Kanetová, Sajaka Mikamiová)          | 303,00  | Austrálie (AUS) (Maddison Keeneyová, Anabelle Smithová)                  | 294,12 |
| Synchronizované skoky dvojic z 10 m věže           | Čína (CHN) (Čchen Jü-si, Čchüan Chung-čchan) | 368,40 | USA (USA) (Delaney Schnellová, Katrina Youngová)         | 299,40  | Malajsie (MAS) (Pandelela Rinongová, Dhabitah Sabriová)                  | 298,68 |
| Mix                                                | Zlato                                        | Zlato  | Stříbro                                                  | Stříbro | Bronz                                                                    | Bronz  |
| Synchronizované skoky smíšených dvojic z 3 m prkna | Čína (CHN) (Lin Šan, Ču C'-feng)             | 324,15 | Itálie (ITA) (Chiara Pellacaniová, Matteo Santoro)       | 293,55  | Spojené království (GBR) (Grace Reidová, James Heatly)                   | 287,61 |
| Synchronizované skoky smíšených dvojic z 10 m věže | Čína (CHN) (Žen Čchien, Tuan Jü)             | 341,16 | Ukrajina (UKR) (Sofija Lyskunová, Oleksij Sereda)        | 317,01  | USA (USA) (Delaney Schnellová, Carson Tyler)                             | 315,90 |
| Smíšený tým                                        | Čína (CHN) (Čchüan Chung-čchan, Paj Jü-ming) | 391,40 | Francie (FRA) (Jade Gilletová, Alexis Jandard)           | 358,50  | Spojené království (GBR) (Andrea Spendoliniová-Sirieixová, James Heatly) | 357,60 |

## Medailová bilance
Ve skocích do vody se rozdělilo celkem 13 sad medailí.
| Pořadí | Stát                     |       | Muži    | Muži  | Muži  |         | Ženy  | Ženy  | Ženy    |       | Mix   | Mix     | Mix   |  | Muži + Ženy + Mix | Muži + Ženy + Mix | Muži + Ženy + Mix | Celkem |
| Pořadí | Stát                     | Zlato | Stříbro | Bronz | Zlato | Stříbro | Bronz | Zlato | Stříbro | Bronz | Zlato | Stříbro | Bronz |  |                   |                   |                   | Celkem |
| ------ | ------------------------ | ----- | ------- | ----- | ----- | ------- | ----- | ----- | ------- | ----- | ----- | ------- | ----- |  | ----------------- | ----------------- | ----------------- | ------ |
| 1.     | Čína (CHN)               |       | 5       | 1     | 1     |         | 5     | 1     | 1       |       | 3     | 0       | 0     |  | 13                | 2                 | 2                 | 17     |
| 2.     | Spojené království (GBR) |       | 0       | 3     | 1     |         | 0     | 0     | 0       |       | 0     | 0       | 2     |  | 0                 | 3                 | 3                 | 6      |
| 3.     | USA (USA)                |       | 0       | 0     | 0     |         | 0     | 2     | 0       |       | 0     | 0       | 1     |  | 0                 | 2                 | 1                 | 3      |
| 4.     | Japonsko (JPN)           |       | 0       | 1     | 0     |         | 0     | 1     | 0       |       | 0     | 0       | 0     |  | 0                 | 2                 | 0                 | 2      |
| 5.     | Kanada (CAN)             |       | 0       | 0     | 1     |         | 0     | 1     | 1       |       | 0     | 0       | 0     |  | 0                 | 1                 | 2                 | 3      |
| 6.     | Itálie (ITA)             |       | 0       | 0     | 0     |         | 0     | 0     | 0       |       | 0     | 1       | 0     |  | 0                 | 1                 | 0                 | 1      |
| 6.     | Ukrajina (UKR)           |       | 0       | 0     | 0     |         | 0     | 0     | 0       |       | 0     | 1       | 0     |  | 0                 | 1                 | 0                 | 1      |
| 6.     | Francie (FRA)            |       | 0       | 0     | 0     |         | 0     | 0     | 0       |       | 0     | 1       | 0     |  | 0                 | 1                 | 0                 | 1      |
| 9.     | Austrálie (AUS)          |       | 0       | 0     | 1     |         | 0     | 0     | 1       |       | 0     | 0       | 0     |  | 0                 | 0                 | 2                 | 2      |
| 9.     | Malajsie (MAS)           |       | 0       | 0     | 0     |         | 0     | 0     | 2       |       | 0     | 0       | 0     |  | 0                 | 0                 | 2                 | 2      |
| 10.    | Německo (GER)            |       | 0       | 0     | 1     |         | 0     | 0     | 0       |       | 0     | 0       | 0     |  | 0                 | 0                 | 1                 | 1      |
| Celkem | Celkem                   |       | 5       | 5     | 5     |         | 5     | 5     | 5       |       | 3     | 3       | 3     |  | 13                | 13                | 13                | 39     |